# Tomas Mathisen
Tomas Mathisen es un deportista noruego que compite en vela en la clase Soling. Ganó dos medallas de oro en el Campeonato Europeo de Soling, en los años 2023 y 2024.

## Palmarés internacional
| Campeonato Europeo | Campeonato Europeo    | Campeonato Europeo | Campeonato Europeo |
| Año                | Lugar                 | Medalla            | Clase              |
| ------------------ | --------------------- | ------------------ | ------------------ |
| 2023               | Warnemunde (Alemania) | Medalla de oro     | Soling             |
| 2024               | La Baule (Francia)    | Medalla de oro     | Soling             |